# Сумка СМС

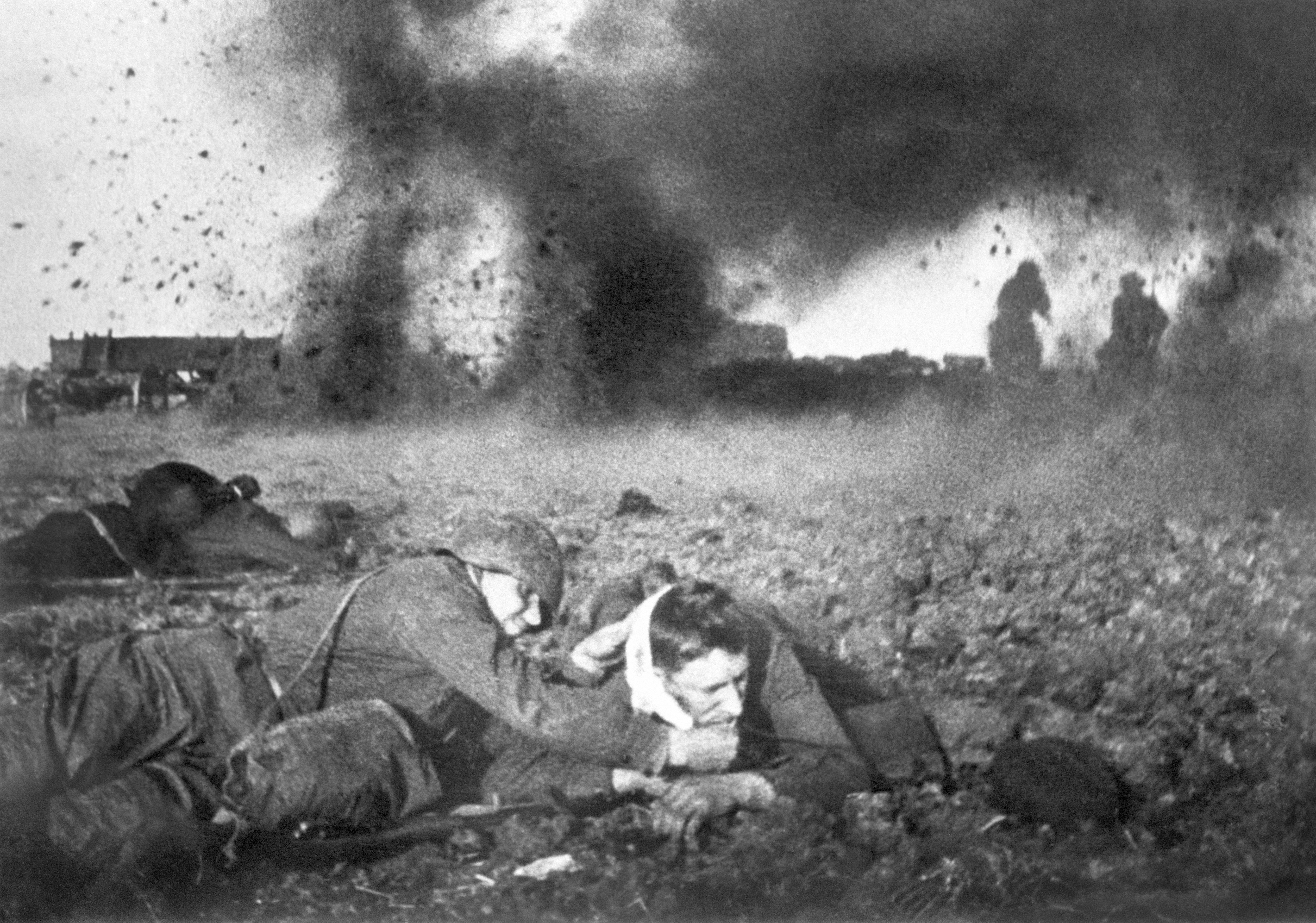
Санитар оказывает помощь раненому красноармейцу во время боя в Подмосковье, 21 сентября 1941 года. Видна ранняя сумка санитара.

СМС,  Су́мка медици́нская санита́ра — сумка в которой находится комплект медицинского имущества, предназначенный для оказания первой медицинской помощи раненным и поражённым в количестве до 30 человек.
СМС является штатным средством медицинской службы ВС России, и ряда аналогичных подразделений внутренних войск и войск гражданской обороны и чрезвычайных ситуаций (ГО и ЧС). Данным комплектом медицинского имущества по штату оснащается санитар-водитель, санитар-стрелок, санитар-носильщик. Или же их аналоги в организациях не относящихся к ВС России.

## Комплектация

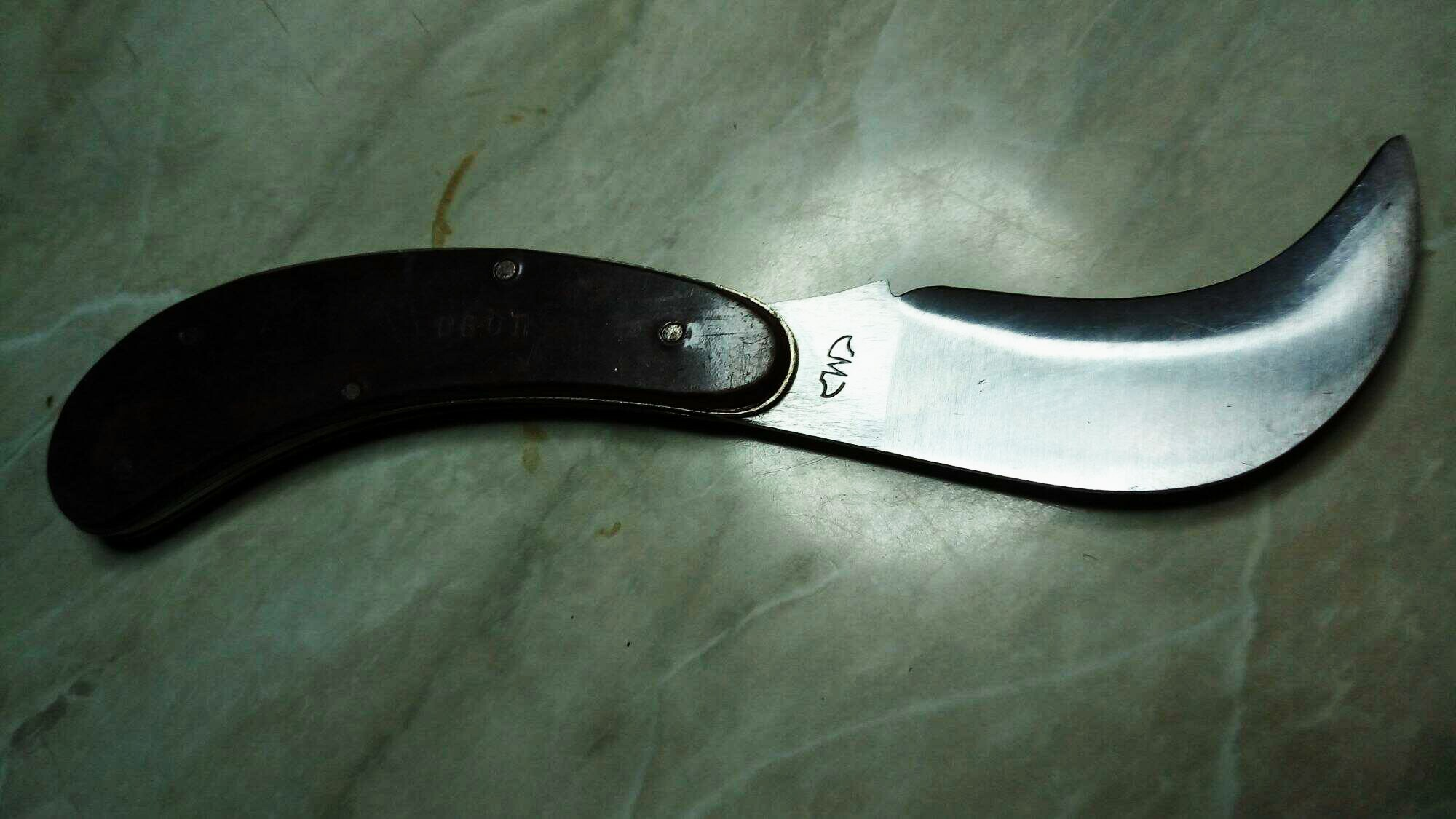
Складной садовый нож «Мичуринец» номер 2, входивший в комплект СМС. Изготовлен по заказу Министерства обороны СССР.

- феназепам (0,0005 г в таблетках, 50 штук в упаковке) — 1 упаковка;
- цистамин (0,2 г в таблетках, 6 штук в упаковке) — 10 упаковок;
- этаперазин (0,006 г в таблетках, покрытых оболочкой, 5 штук в упаковке) — 2 упаковки;
- доксициклина гидрохлорид (0,1 г активного вещества в капсулах, 10 штук в упаковке) — 3 упаковки;
- нашатырный спирт в ампулах с оплеткой;
- сода;
- перевязочный материал;
- жгут кровоостанавливающий;
- блокнот;
- карандаш;
- складной садовый нож.

Средства уложены в чехол «СМВ» объёмом 0,015 м³.

## Применение
Комплект предназначен для оказания первой медицинской помощи непосредственно на поле боя, или в очагах массовых санитарных потерь, при стихийных бедствиях, техногенных катастрофах, терактах, применении оружия массового поражения. Комплектом оснащаются люди, прошедшие специальный инструктаж по оказанию первой медицинской помощи, при его применении среднее медицинское образование не является обязательным, хотя и желательно. Основная задача, возложенная на пользователя данного комплекта, — устранение непосредственной угрозы жизни пострадавшему и максимально быстрая доставка его к месту оказания более квалифицированной помощи.